# عود-مرسوین
عود-مرسوین (به هلندی: Oud-Maarsseveen) یک منطقهٔ مسکونی در هلند است که در استیختسه فخت واقع شده‌است. عود-مرسوین ۲۷۰ نفر جمعیت دارد.